# Феррари-Трекате, Луиджи
Луиджи Феррари-Трекате (итал. Luigi Ferrari Trecate; 25 августа 1884, Алессандрия — 17 апреля 1964, Рим) — итальянский органист, композитор и музыкальный педагог.

## Биография
Учился в Пармской консерватории у Арнальдо Гальера, затем в Музыкальном лицее Пезаро у Пьетро Масканьи и Антонио Чиконьяни. В 1906—1909 гг. органист базилики в Лорето, затем до 1913 г. базилики в Помпеях. Одновременно в 1909—1913 гг. заведовал музыкальной школой в Карраре. С 1914 г. руководил музыкальной школой в Римини, затем в 1929—1955 гг. директор Пармской консерватории.
Автор 13 опер, в том числе поставленных в театре Ла Скала «Гирлино» (итал. Ghirlino; 1940) и «Король-медведь» (итал. L'orso re; 1950), разнообразной церковной, вокальной и инструментальной музыки.